# Castelnuovo di Farfa
Castelnuovo di Farfa település Olaszországban, Lazio régióban, Rieti megyében. Lakosainak száma 1000 fő (2023. január 1.). Castelnuovo di Farfa Fara in Sabina, Mompeo, Montopoli di Sabina, Poggio Nativo, Salisano és Toffia községekkel határos.

## Népesség
A település lakossága az elmúlt években az alábbi módon változott:
| Lakosok száma | 1027 | 1066 | 1036 | 1000 |
|               | 2008 | 2017 | 2018 | 2023 |